# Стара діва

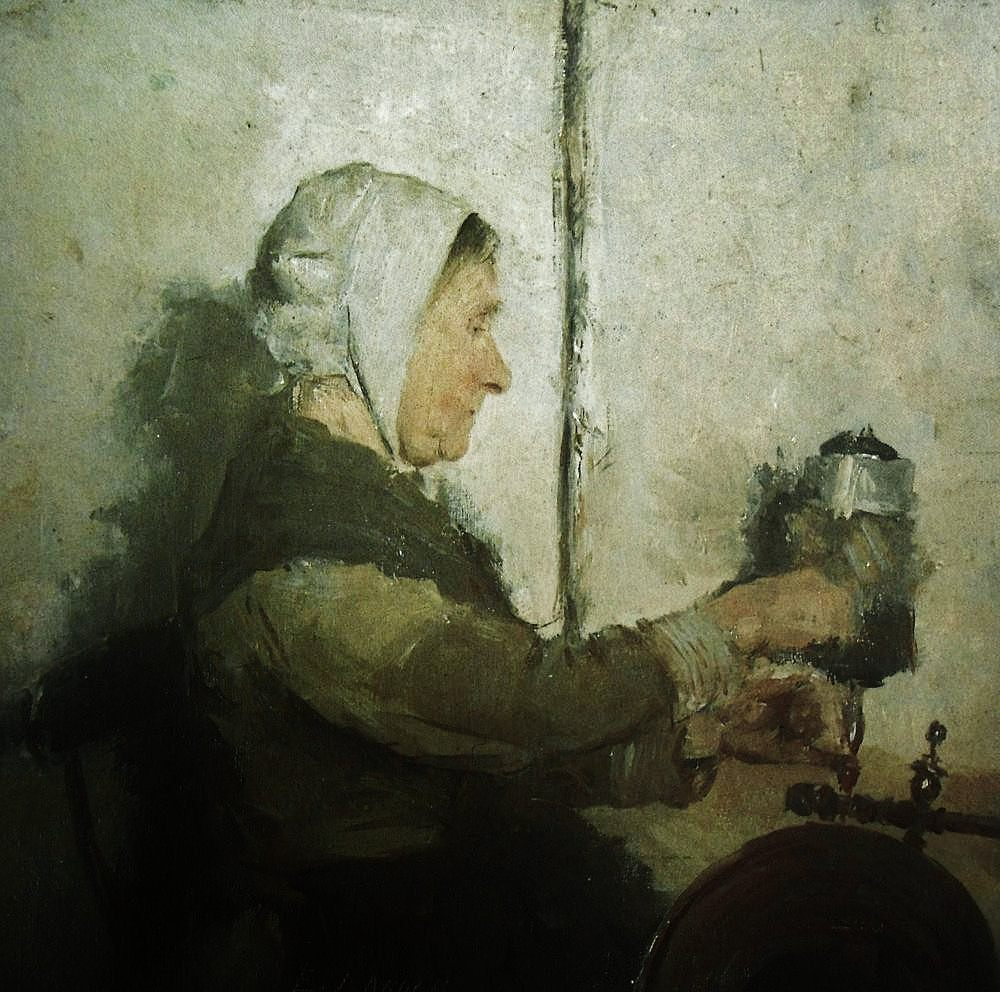
Прядильниця. Е. Ларок. XIX століття

Стара діва (англ. Spinster, прядильниця) — зневажливо-образливий термін на адресу неодруженої жінки, старшої від середнього віку вступу в шлюб. Жінка, яка не вступила у шлюб чи іншу форму гетеросексуальних стосунків. Визначення «стара діва» відноситься до пейоративної лексики, статус є стигмою. Гендерний стереотип, застарілий за Вебстерським словником.

## Причини та сприйняття явища

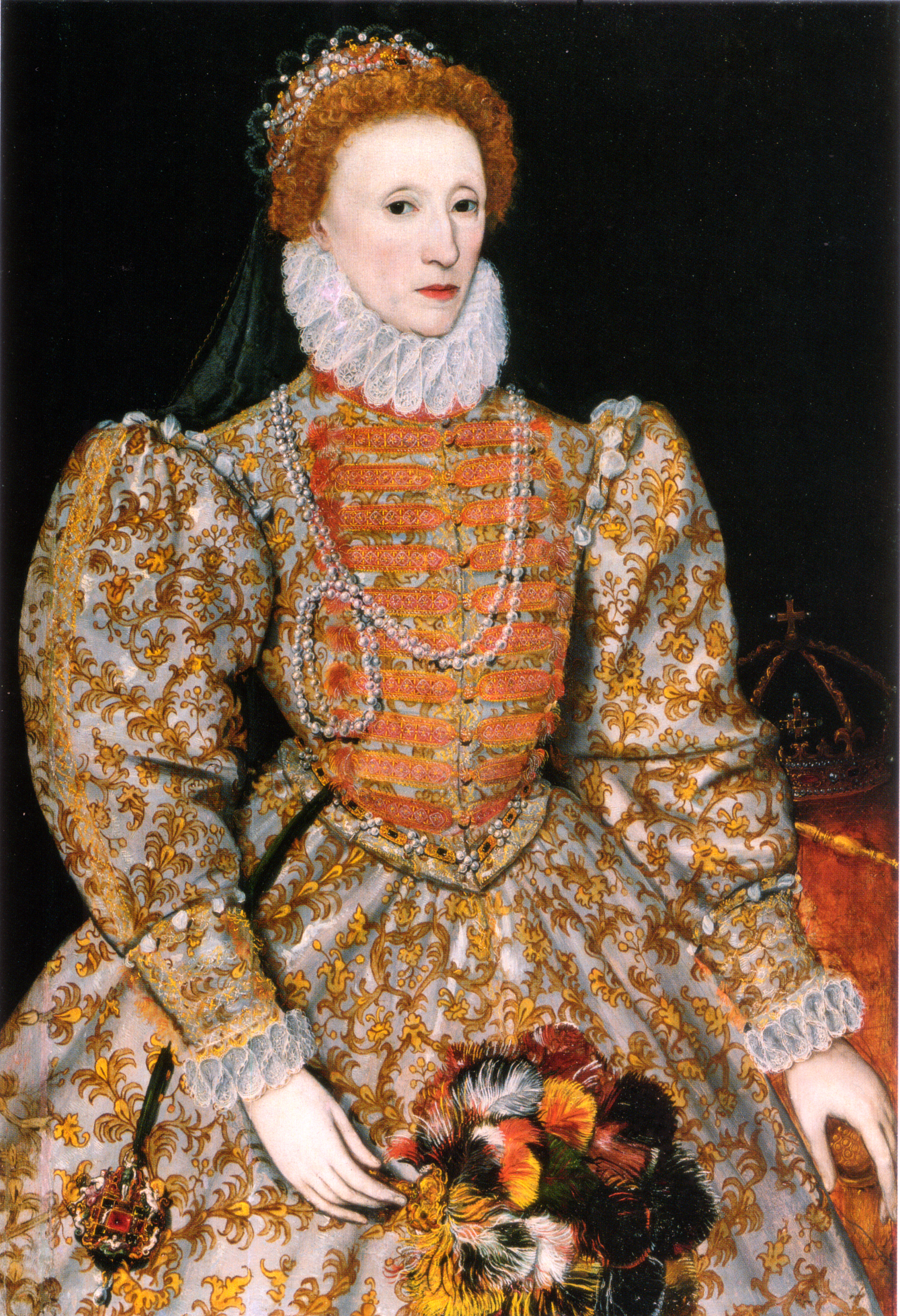

Жінку, яка не вступила до шлюбу через обставини (економічні причини, стан здоров'я, нестача чоловіків внаслідок війни, загибель обранця), як і через усвідомлений вибір (фінансова незалежність та вищий юридичний статус неодруженої жінки чи вдови порівняно з одруженою, небажання вагітніти чи вибір не мати дітей, фокус на кар'єрі чи справі життя, високі ідеали любові та шлюбу, переваги самостійного проживання, свобода від хатньої роботи, сексуальна орієнтація), суспільство маргіналізує. 
У суспільній свідомості неодружену жінку історично оцінювали амбівалентно: одні вважали самотніх жінок «егоїстками», «гордячками», «мужененависницями», інші — героїнями власного життя, самодостатніми, сильними, незалежними та вільними особистостями, треті — невдахами, «відбракованими», «моральними виродками». У різних періодах, країнах та соціальних верствах точка зору варіювалась.

## Нейтральне позначення
Права, якість життя та сприйняття самотніх жінок у західному суспільстві в різні історичні періоди змінювалися, мала значення і класова приналежність.
В Англії з кінця XVII століття поняття «стара діва» позначалося словами spinster, old maid, thornback, що мали різні відтінки значень. Слово spinster (прядильниця, пряха; від англ. spin — прясти) з'явилося в середині 1300 років і спочатку позначало ремісницю, яка заробляла на життя прядінням. У Середньовіччі прядінням, яке не вимагало придбання дорогого обладнання та сировини і було доступне в домашніх умовах, заробляли головним чином стиснуті в засобах неодружені жінки. Слово spinster фігурувало в юридичних документах Англії як позначення прядильниці.
Згодом spinster почало вживатися на позначення статусу неодруженої жінки. З XVII до початку XXI століття використовувалося в англомовних юридичних документах щодо жінки, яка досягла повноліття, але не вступила в шлюб, — паралельно зі словом «холостяк» (англ. bachelor) щодо самотніх чоловіків. 

## Пейоратив
На початку XVIII ст. слово spinster почало вживатися у значенні «стара діва» (англ. old maid).
У Новій Англії кінця XVII —  початку XVIII століття старою дівою (spinster) вважали неодружену жінку 23 років, а з 26 років її називали thornback. У Франції поняття отримало назву vieille fille. Неодружених жінок віком понад 25 років називали catherinettes (від імені святої Катерини Олександрійської, покровительки самотніх жінок і швачок).

## Емансипаційний ренесанс

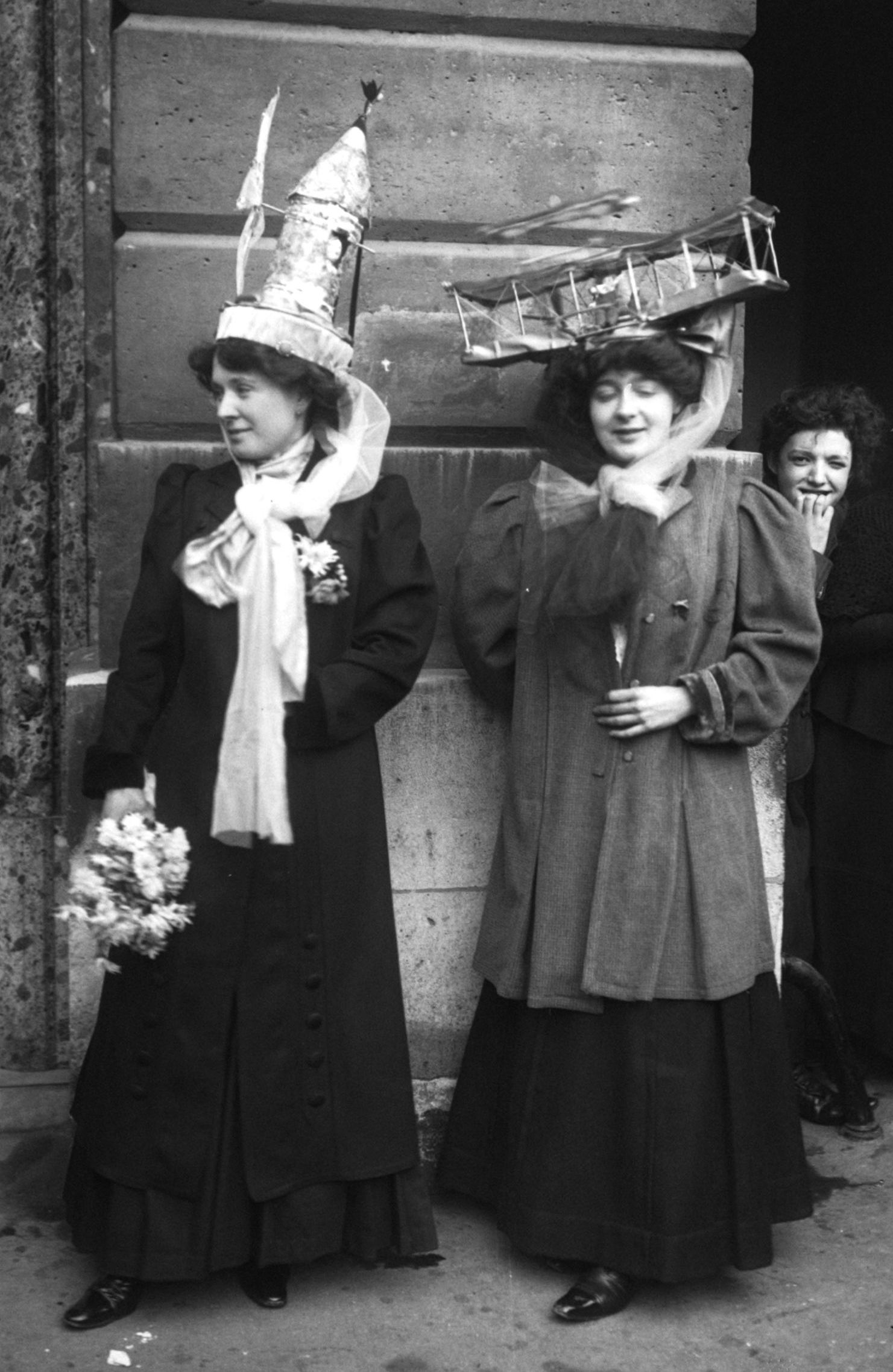
Catherinettes. Париж. 1909

Внаслідок отримання жінками доступу до освіти та ринків праці завдяки феміністичній революції в середині XIX ст. в Англії та Америці все більше жінок свідомо відмовляються від шлюбу. Неодружені жінки нижчого та середнього класу, які не мали освіти, працювали гувернантками, компаньйонками, швачками. Самотні жінки забезпечених верств суспільства присвячували час освіті, кар'єрі, подорожам. Фінансово незалежні самотні жінки мали більшу вагу та повагу в суспільстві, ніж їхні одружені однолітки.  Жінки, які відмовилися від особистого життя і повністю присвятили себе професії (часто педагогічної діяльності), вважалися «шляхетними, доброчесними стовпами суспільства», сприймалися як незалежні та самодостатні і були свого роду «культурною іконою»
В освічених верствах суспільства XIX ст. свідома самотність пов'язувалася не з відмовою від традиційних цінностей, а з відданістю ідеалам любові та шлюбу і небажанням вступати у відносини, що їм не відповідають. Шлюбні посібники рекомендували дівчатам не поспішати з шлюбом, доки не зустрінеться гідний супутник життя — самотність вважалася кращою за невдалий шлюб.

## Пейоратив
На межі XX століття, з розширенням прав жінок та зростанням інтересу до питань статі, ставлення знов змінилось — самотніх жінок підозрювали в лесбійстві, приписували їм придушення фрустрованої сексуальности та ін. Розмовне spinster носило зневажливо-образливий відтінок (при цьому, за М. Штраус-Нолл (англ. M. Strauss-Noll), «холостяк» не мало негативних конотацій).

## Переприсвоєння

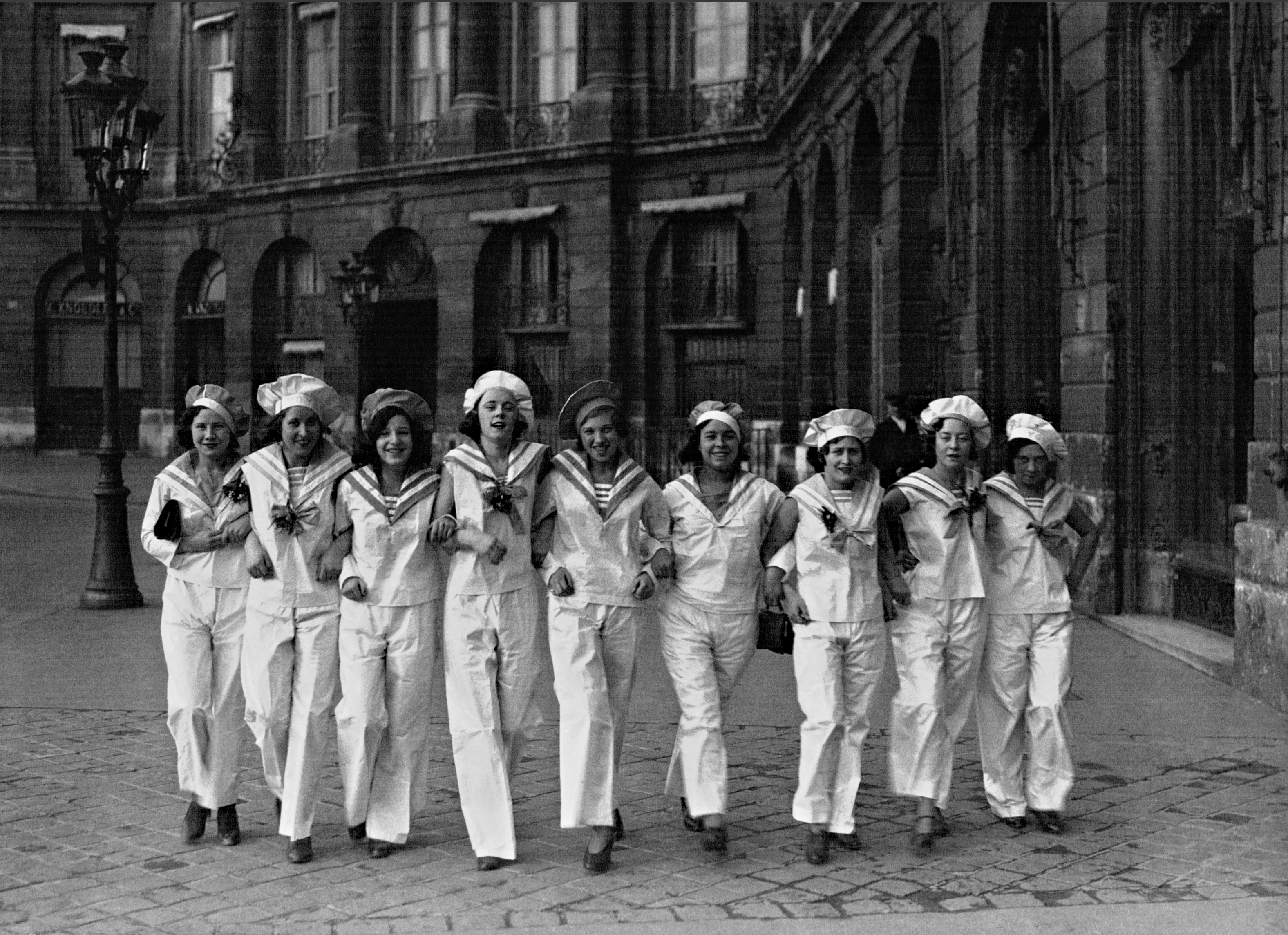
Catherinettes. Париж. 1932

У Франції день неодружених жінок понад 25 років (catherinettes) відзначається 25 листопада, в день святої Катерини, за традицією в Парижі влаштовуються гуляння бульварами, карнавали і танці.
У середині XX століття День старої діви (англ. Old Maid’s Day) був заснований у США, отримав статус національного свята. Відзначається щорічно 4 червня, святкування супроводжується виготовленням страв за спеціальною рецептурою — Old Maid’s Vinegar Pie та Old Maid Cake.
На початку XXI століття юридичні терміни spinster і bachelor в англомовних документах були замінені єдиним терміном самотні (англ. single). Вебстерський словник відносить визначення «стара діва» до застарілих термінів. За дослідницею К. С. Барак (англ. K. S. Barak), однією з «постмодерністських ітерацій» стигми дівування, переосмисленої критикою шлюбу фемінізму другої хвилі, у XXI столітті стали котятниці (англ. Cat lady).